# Repejov
Repejov est un village de Slovaquie situé dans la région de Prešov.

## Histoire
Première mention écrite du village en 1454.

## Démographie

### Évolution de la population
| Année:               | 1994. | 2004.    | 2014.    | 2024.    |
| -------------------- | ----- | -------- | -------- | -------- |
| Nombre de personnes: | 211   | 162      | 137      | 101      |
| Différence:          |       | -23,22 % | -15,43 % | -26,27 % |

| Année:               | 2023. | 2024.   |
| -------------------- | ----- | ------- |
| Nombre de personnes: | 103   | 101     |
| Différence:          |       | -1,94 % |